# Саукам Хой
Пітер Саукам Хой (кхмер. សូកាំ ខូយ; 2 лютого 1915 — 14 листопада 2008) — камбоджійський військовик і політик, антикомуніст, генерал-лейтенант. Був одним з найближчих соратників генерала Лон Нола, членом Соціально-республіканської партії. Голова Сенату Камбоджі (1972—1975). Після відставки Лон Нола в квітні 1975 року зайняв пост Президента Кхмерської Республіки. За кілька днів до падіння Пномпеня втік з країни, помер в еміграції.

## Життєпис
Народився 2 лютого 1915 року. У 25-річному віці вступив на службу до королівської армії Камбоджі. 1953 року отримав звання підполковника, згодом — генерал-лейтенанта. Від 1972 до квітня 1975 року обіймав посаду голови Сенату Камбоджі.
Після відставки генерала Лон Нола 1 квітня 1975 року Саукам Хой став президентом Кхмерської Республіки. Очолював державу лише 12 днів. Залишив Пномпень на борту вертольота CH-53 разом із послом США Джоном Діном Гюнтером. Евакуація посольства США відбувалась незадовго до взяття Пномпеня силами «червоних кхмерів».
Саукам Хой помер у Стоктоні (штат Каліфорнія, США) 14 листопада 2008 року на 94-му році життя.